# 鳥海哲四郎
鳥海 哲四郎（とりうみ/とりのうみ てつしろう、1859年6月6日（安政6年5月6日） - 1914年（大正3年）4月6日）は、明治時代の政治家。衆議院議員（1期）。

## 経歴
松沢与五郎の四男として出羽鶴岡藩領飽海郡牧曽根村（山形県飽海郡北平田村を経て現酒田市）に生まれ、1877年（明治10年）同郡上蕨岡村上寺（蕨岡村を経て現遊佐町）の鳥海午治郎の養子となる。蕨岡村会議員を経て、1896年（明治29年）飽海郡会議員、1899年（明治32年）より山形県会議員を務めた。1904年（明治37年）3月の第9回衆議院議員総選挙では山形県郡部から立憲政友会所属で出馬し当選。衆議院議員を1期務めた。
1907年（明治40年）蕨岡村長となり、1913年（大正2年）再選した。稲作の発展、畜産や養蚕の普及に尽力し、自ら乳牛を飼育した。墓所は上寺神社墓地。